# Batyle
Batyle is een kevergeslacht uit de familie van de boktorren (Cerambycidae). De wetenschappelijke naam van het geslacht werd voor het eerst geldig gepubliceerd in 1864 door Thomson.

## Soorten
Batyle omvat de volgende soorten:
- Batyle ignicollis (Say, 1824)
- Batyle knowltoni Knull, 1968
- Batyle laevicollis Bates, 1892
- Batyle rufiventris Knull, 1928
- Batyle suturalis (Say, 1824)